# Kragträ
Kragträ (tou-kung) betecknar inom Kinas arkitektur den framspringande eller utkragade byggnadsdel som ger en större stödyta åt balkarna i en byggnad, samtidigt som det gör byggnaden bättre anpassad till lokala förhållanden (ofta förekommande jordskalv m.m.).